# Gilbert Elliot, 4. hrabě z Minto
Gilbert Elliot, 4. hrabě z Minto (Gilbett John Elliot–Murray–Kynynmound, 4th Earl of Minto, 4th Viscount Melgund, 4th Baron Elliot) (9. červenec 1845, Londýn, Anglie – 1. března 1914, Minto House, Skotsko) byl britský státník ze skotské šlechtické rodiny. Původně sloužil v armádě, později byl generálním guvernérem v Kanadě (1898–1904) a místokrálem v Indii (1905–1910). Byl rytířem Podvazkového řádu, na britských a kanadských univerzitách získal čtyři čestné doktoráty.
Pocházel ze staré skotské šlechty, byl pravnukem indického generálního guvernéra 1. hraběte z Minto. Narodil se v Londýně jako nejstarší syn 3. hraběte z Minto, po matce byl vnukem generála Sira Thomase Hislopa. Jeho mladší bratr Arthur Elliot (1846–1923) byl novinářem a dlouholetým poslancem Dolní sněmovny, členem parlamentu byl i další bratr Hugh Elliot (1848–1932), nejmladší bratr William (1849–1928) sloužil v armádě a dosáhl hodnosti podplukovníka.

## Počátek kariéry v armádě
Studoval v Etonu a Cambridge, poté sloužil v armádě, za karlistických válek ve Španělsku působil jako válečný korespondent, v rusko-turecké válce byl přidělencem turecké armády, poté se zúčastnil vojenských operací v Africe. V letech 1883–1885 byl vojenským tajemníkem generálního guvernéra v Kanadě markýze z Lansdowne. Po návratu do Anglie se neúspěšně pokusil dostat do Dolní sněmovny, ale ve volbách byl poražen (1886). Pak se věnoval organizování dobrovolnických sborů a v armádě dosáhl hodnosti plukovníka. Po otci zdědil rodové tituly a vstoupil do Sněmovny lordů (1891, jako otcův dědic do té doby užíval titul vikomt Melgund).

## Generální guvernér v Kanadě a místokrál v Indii
Generální guvernér v Kanadě 1898–1904. Do doby jeho úřadování v Kanadě spadá mohutná imigrace z Evropy, ekonomický vzestup země, ale také diplomatické problémy s USA (ohledně hranic výsostných vod). Podporoval také sportovní aktivity, vznik národních parků a věnoval se i zlepšení zdravotnictví a školství. Ve funkci generálního guvernéra jej následoval jeho švagr hrabě Grey. V roce 1905 byl jmenován členem Tajné rady, v roce 1905 byl britským delegátem na mezinárodní koloniální konferenci v Římě. V letech 1905–1910 byl generálním guvernérem a místokrálem v Indii, kde se zvýšenými pravomocemi modifikoval státní správu a eliminoval politické napětí. Zde jeho působení nezanechalo tak výraznou stopu, což bylo dáno tím, že na rozdíl od Indie choval ke Kanadě a Kanaďanům osobní náklonnost.
V roce 1910 obdržel Podvazkový řád, dále byl rytířem Řádu sv. Michala a sv. Jiří a Řádu Indické říše, získal čestný doktorát v Cambridge, další čestné doktoráty obdržel na kanadských univerzitách v Kingstonu, Montréalu a Torontu. V letech 1911–1914 byl lordem-rektorem univerzity v Edinburghu.

## Rodina
V roce 1883 se oženil s Mary Caroline Greyovou (1858–1940), sestrou 4. hraběte Greye. Dědicem titulů byl starší syn Victor Elliot, 5. hrabě z Minto (1891–1975), mladší syn Gavin Elliot (1895–1917) padl za první světové války. Dcery se provdaly do rodin Baringů a Petty–Fitzmaurice.
Zemřel na rodovém sídle Minto House ve Skotsku, který rodina obývala od 17. století do konce druhé světové války. Zámek byl kvůli špatnému stavu zbořen koncem 20. století.

## Vyznamenání
- rytíř Podvazkového řádu – 15. prosince 1910[5]
- rytíř-komandér Řádu indické hvězdy – 18. září 1905[6]
- rytíř velkokříže Řádu svatého Michala a svatého Jiří – 31. října 1898[7]
- rytíř-komandér Řádu Indické říše – 18. září 1905[6]
- Pamětní medaile diamantového výročí královny Viktorie
- Afghánská medaile
- Egyptská medaile
- Medaile za severozápadní Kanadu
- Volunteer Officer's Decoration
- Chedivova hvězda – Egyptské chedivství[8]
- Řád Medžidie IV. třídy – Osmanská říše, 17. listopadu 1882[9]